# Juan Carlos Sánchez Frías
Juan Carlos Sánchez Frías (Formosa, 1 de septiembre de 1956) es un exfutbolista y entrenador argentino nacionalizado boliviano. Se desempeñaba como delantero. Integra la lista de máximos goleadores de la historia del fútbol mundial en el puesto 82, con 266 goles en 360 partidos.
Posee el récord de ser el jugador con más goles en un partido de Copa Libertadores de América con 6 tantos en la victoria por 8 a 0 de Blooming contra Deportivo Italia de Venezuela, en la edición 1985, récord que comparte con el futbolista Julián Álvarez.
Convirtió un total de 25 goles en Copa Libertadores.
Es el máximo goleador del Blooming en Primera División, con 146 goles oficiales.

## Biografía
Nació en la ciudad de Formosa en 1956. En Bolivia Jugó 360 partidos y convirtió 266 goles. Se caracterizó por su personalidad y su juego de marca en el medio campo. Se especializaba en tiros libres. 
A sus 36 años se despidió del fútbol con la camiseta de San José.

## Selección nacional
Tras conseguir la nacionalidad boliviana en 1985, fue convocado a la Selección boliviana para las eliminatorias para el Mundial de México de 1986. Fue el autor de uno de los goles más importantes de la selección en su historia, marcó el empate 1-1 ante Brasil en São Paulo, lo que significó el primer empate de Bolivia visitando a Brasil.

### Detalle de partidos
| Partidos internacionales con la Selección de Bolivia | Partidos internacionales con la Selección de Bolivia | Partidos internacionales con la Selección de Bolivia      | Partidos internacionales con la Selección de Bolivia | Partidos internacionales con la Selección de Bolivia | Partidos internacionales con la Selección de Bolivia | Partidos internacionales con la Selección de Bolivia | Partidos internacionales con la Selección de Bolivia |
| N°                                                   | Fecha                                                | Estadio                                                   | Rival                                                | Resultado                                            | Goles                                                | Competición                                          |                                                      |
| Selección absoluta                                   | Selección absoluta                                   | Selección absoluta                                        | Selección absoluta                                   | Selección absoluta                                   | Selección absoluta                                   | Selección absoluta                                   |                                                      |
| ---------------------------------------------------- | ---------------------------------------------------- | --------------------------------------------------------- | ---------------------------------------------------- | ---------------------------------------------------- | ---------------------------------------------------- | ---------------------------------------------------- | ---------------------------------------------------- |
| 1                                                    | 26/05/1985                                           | Ramón Tahuichi Aguilera, Santa Cruz de la Sierra, Bolivia | Paraguay                                             | 1:1                                                  |                                                      | Clasificatorias mundial 1986                         |                                                      |
| 2                                                    | 02/06/1985                                           | Ramón Tahuichi Aguilera, Santa Cruz de la Sierra, Bolivia | Brasil                                               | 0:2                                                  |                                                      | Clasificatorias mundial 1986                         |                                                      |
| 3                                                    | 09/06/1985                                           | Defensores del Chaco, Asunción, Paraguay                  | Paraguay                                             | 3:0                                                  |                                                      | Clasificatorias mundial 1986                         |                                                      |
| 4                                                    | 30/06/1985                                           | Morumbi, Sāo Paulo, Brasil                                | Brasil                                               | 1:1                                                  | 1                                                    | Clasificatorias mundial 1986                         |                                                      |

## Dirección técnica
Tras su retiro, Sánchez dirigió a Guabirá y Blooming.
| Club     | País    | Año  |
| -------- | ------- | ---- |
| Guabirá  | Bolivia | 1993 |
| Blooming | Bolivia | 1994 |

## Estadísticas

### Primera División
| Año       | Equipo                      | País      | Partidos | Goles |
| --------- | --------------------------- | --------- | -------- | ----- |
| 1972-1978 | Gimnasia y Esgrima de Jujuy | Argentina | ¿?       | ¿?    |
| 1979-1980 | Guabirá                     | Bolivia   | 64       | 43    |
| 1981-1985 | Blooming                    | Bolivia   | 165      | 136   |
| 1986      | Jorge Wilstermann           | Bolivia   | 36       | 22    |
| 1987      | Blooming                    | Bolivia   | 23       | 11    |
| 1988-1989 | Litoral                     | Bolivia   | 24       | 11    |
| 1990      | San José                    | Bolivia   | 33       | 20    |
| 1991      | Independiente Petrolero     | Bolivia   | 26       | 10    |
| 1992      | San José                    | Bolivia   | 28       | 10    |
| Total     | Total                       | Total     | 399      | 263   |

### Copas internacionales
| Año   | Equipo            | País    | Torneo            | Partidos | Goles |
| ----- | ----------------- | ------- | ----------------- | -------- | ----- |
| 1983  | Blooming          | Bolivia | Copa Libertadores | 6        | 1     |
| 1984  | Blooming          | Bolivia | Copa Libertadores | 6        | 4     |
| 1985  | Blooming          | Bolivia | Copa Libertadores | 10       | 11    |
| 1986  | Jorge Wilstermann | Bolivia | Copa Libertadores | 6        | 8     |
| 1991  | San José          | Bolivia | Copa Libertadores | 6        | 1     |
| Total | Total             | Total   | Total             | 34       | 25    |

### Resumen estadístico
| Competición                 | Partidos | Goles |
| --------------------------- | -------- | ----- |
| Primera División de Bolivia | 399      | 263   |
| Copas internacionales       | 34       | 25    |
| Selección Boliviana         | 4        | 1     |
| Total                       | 437      | 289   |

## Palmarés

### Como jugador
Campeonatos nacionales
| Título           | Club     | País    | Año  |
| ---------------- | -------- | ------- | ---- |
| Primera División | Blooming | Bolivia | 1984 |

### Distinciones individuales
| Distinción                                                   | Año  |
| ------------------------------------------------------------ | ---- |
| Máximo goleador de la Primera División de Bolivia (21 goles) | 1980 |
| Máximo goleador de la Primera División de Bolivia (27 goles) | 1981 |
| Máximo goleador de la Primera División de Bolivia (31 goles) | 1983 |
| Máximo goleador de la Copa Libertadores (11 goles)           | 1985 |
| Máximo goleador de la Primera División de Bolivia (20 goles) | 1990 |